# 机械小子万事通
机械小子万事通（日语：おまかせスクラッパーズ），也译作重获新生的机器人，是大庭秀昭导演的日本电视动画。

## 剧情简介
人类已经进入宇宙时代。人们与称作“工作机器人”(ワークボット, Work Bot) 的生活助理机器人一起和平地生活。
宇田商会是由旧型号工作机器人集结而成的委托公司。宇田商会接受各种委托，从帮忙搬家到保护偶像无所不包。
然而，宇田商会的旧型号工作机器人对汹涌而来的新型机器人感到不知所措。于是宇田家的孩子，宇田宙介，站出来担任总经理，带领机器人们开展业务。